# The Primrose Path
Pour plus de détails, voir Fiche technique et Distribution.
The Primrose Path est un film américain réalisé par Harry O. Hoyt, sorti en 1925.

## Synopsis
Un homme va tour à tour prendre des risques en trompant son entourage...

## Fiche technique
- Titre : The Primrose Path
- Réalisation : Harry O. Hoyt
- Scénario : Leah Baird
- Photographie : André Barlatier
- Pays d'origine : États-Unis
- Format : Noir et blanc - 1,33:1 - Film muet
- Genre : drame
- Date de sortie : 1925

## Distribution
- Wallace MacDonald : Bruce Armstrong
- Clara Bow : Marilyn Merrill
- Arline Pretty (en) : Helen
- Stuart Holmes : Tom Canfield
- Pat Moore : Jimmy Armstrong
- Tom Santschi : Big Joe Snead
- Lydia Knott : Mme Armstrong
- Templar Saxe : Dude Talbot